# Andulo
Andulo é uma cidade e um município da província do Bié, em Angola.
Tem 10 316 km² e cerca de 319 mil habitantes. É limitado a norte pelo município de Mussende, a leste pelos municípios de Luquembo e Nharea, a sul pelos municípios de Cunhinga, Mungo e Bailundo e a oeste pelos municípios da Cela e Quibala.
O município é constituído pela comuna-sede, correspondente à cidade do Andulo, e pelas comunas de Calucinga, Cassumbe e Chivaúlo.